# Inner Visions (kršćanski rock sastav)
Inner Visions je francuski kršćanski metal sastav.
Godine 2004., objavili su album Control the Past pod etiketom Replica Recordsa, a za japansko tržište kod izdavačke kuće Avalona. Postavu čine Dominique Leurquin (gitara), Laurent Nafissi (bubnjevi), Philippe Jaccoud (tekstopisac i klavijaturist), Julien Jacquemond (vokalist) i Patrice Guers (basist). Poslije je došao novi basist Patrick Rondat. Rondat i Guers bili su članovi sastava Rhapsody, a Leurquin sastava Dreamchild. Inner Visions su prvi francuski sastav pod etiketom Replica Recordsa.

## Diskografija
1. Control the Past (2004.)

## Vanjske poveznice
- Discogs
- Laurent Nafissi
- Allmusic Control the Past - Inner Visions